# Nikos Tsiandakis
Nikolaos „Nikos” Tsiandakis (gr. Νίκος Τσιαντάκης, ur. 20 października 1963 w Trikali) – piłkarz grecki grający na pozycji pomocnika.

## Kariera klubowa
Karierę piłkarską Tsiandakis rozpoczął w klubie Atromitos Ateny. W 1984 roku zadebiutował w jego barwach w drugiej lidze greckiej. Po sezonie gry w Atromitosie przeszedł do pierwszoligowego Panioniosu GSS. Tam grał przez 2,5 roku.
Na początku 1988 roku Tsiandakis przeszedł do Olympiakosu Pireus. W 1989 roku wywalczył z Olympiakosem wicemistrzostwo Grecji. Z kolei w 1990 roku zdobył swój pierwszy w karierze Puchar Grecji. Natomiast w 1991 i 1992 roku ponownie został wicemistrzem swojego kraju, a w 1992 dodatkowo zdobył drugi krajowy puchar.
W trakcie sezonu 1994/1995 Tsiandakis odszedł z Olympiakosu do Arisu Saloniki. Po roku gry ponownie zmienił barwy klubowe i został piłkarzem AO Ionikos. W Ionikosie występował przez półtora roku by latem 1997 przejść do OFI Kreta. W 1999 roku odszedł z OFI i przez pół sezonu grał w Ethnikosie Asteras. Wiosną 1999 zakończył karierę piłkarską.
| Sezon   | Klub             | Kraj   | Rozgrywki     | Mecze | Bramki |
| ------- | ---------------- | ------ | ------------- | ----- | ------ |
| 1984/85 | Atromitos Ateny  | Grecja | Beta Ethniki  | ?     | ?      |
| 1985/86 | Panionios GSS    | Grecja | Alpha Ethniki | 26    | 3      |
| 1986/87 | Panionios GSS    | Grecja | Alpha Ethniki | 26    | 3      |
| 1987/88 | Panionios GSS    | Grecja | Alpha Ethniki | 9     | 0      |
| 1987/88 | Olympiakos SFP   | Grecja | Alpha Ethniki | 17    | 3      |
| 1988/89 | Olympiakos SFP   | Grecja | Alpha Ethniki | 30    | 4      |
| 1989/90 | Olympiakos SFP   | Grecja | Alpha Ethniki | 30    | 3      |
| 1990/91 | Olympiakos SFP   | Grecja | Alpha Ethniki | 29    | 2      |
| 1991/92 | Olympiakos SFP   | Grecja | Alpha Ethniki | 30    | 3      |
| 1992/93 | Olympiakos SFP   | Grecja | Alpha Ethniki | 29    | 4      |
| 1993/94 | Olympiakos SFP   | Grecja | Alpha Ethniki | 30    | 3      |
| 1994/95 | Olympiakos SFP   | Grecja | Alpha Ethniki | 1     | 0      |
| 1994/95 | Aris FC          | Grecja | Alpha Ethniki | 19    | 4      |
| 1995/96 | Aris FC          | Grecja | Alpha Ethniki | 8     | 0      |
| 1995/96 | AO Ionikos       | Grecja | Alpha Ethniki | 15    | 0      |
| 1996/97 | AO Ionikos       | Grecja | Alpha Ethniki | 32    | 3      |
| 1997/98 | OFI Kreta        | Grecja | Alpha Ethniki | 19    | 1      |
| 1998/99 | OFI Kreta        | Grecja | Alpha Ethniki | 5     | 0      |
| 1998/99 | Ethnikos Asteras | Grecja | Alpha Ethniki | 6     | 0      |

## Kariera reprezentacyjna
W reprezentacji Grecji Tsiandakis zadebiutował 2 listopada 1988 roku w przegranym 0:3 spotkaniu eliminacji do Mistrzostw Świata 1990 z Rumunią. W 1994 roku został powołany przez selekcjonera Alkietasa Panaguliasa do kadry na Mistrzostwa Świata w USA. Tam wystąpił we dwóch spotkaniach: przegranych 0:4 z Argentyną i 0:2 z Nigerią, które było jego ostatnim w reprezentacji. Łącznie w kadrze narodowej rozegrał 47 meczów i zdobył 2 gole.